# Poduzjemskaia kraftverk
Poduzjemskaia kraftverk (ryska: Подужемская ГЭС) är ett ryskt vattenkraftverk i Kem floden i Karelen, Ryssland.
Bygget startade 1968 och kraftverket invigdes 1971. Det ägs och drivs av det ryska energiföretaget TGK-1, ett dotterbolag till Kolskenergo (Kola energi). 
Poduzjemskaia kraftverk utnyttjar ett fall på 10,7 meter i älven. Det har två kaplanturbiner med en installerad effekt av totalt 48 MW.